# Jengen
Jengen là một đô thị ở Ostallgäu bang Bayern thuộc nước Đức.